# Кашаев, Александр Иванович
Александр Иванович Кашаев (27 марта 1926 — неизвестно) — советский хоккеист, защитник, тренер.

## Биография
До 27 лет на уровне команд мастеров не играл. В 1953 году был приглашён Николаем Эпштейном в новосозданную им команду «Химик» Воскресенск, за которую в 1955—1959 годах провёл четыре сезона в классе «А» чемпионата СССР. В сезонах 1959/60 — 1960/61 играл в чемпионате РСФСР за «Химик» Щёлково.
В 1967—1976, 1978—1979 годах работал помощником тренера у Эпштейна в «Химике». В сезонах 1976/77 — 1977/78 — главный тренер шведского клуба «Кируна».